# Aframixia
Aframixia is een geslacht van wantsen uit de familie van de Tingidae (Netwantsen). Het geslacht werd voor het eerst wetenschappelijk beschreven door Drake & Ruhoff in 1960.

## Soorten
Het genus bevat de volgende soorten:

- Aframixia clymene Linnavuori, 1977
- Aframixia roboris (Drake, 1942)